# Hickson 40
Hickson 40 (również Arp 321) – zwarta grupa galaktyk powiązanych ze sobą grawitacyjnie.  Została skatalogowana przez Paula Hicksona w jego katalogu pod numerem 40. Znajduje się w konstelacji Hydry.
Hickson 40 znajduje się w odległości 300 milionów lat świetlnych od Ziemi. Grupa ta zawiera pięć galaktyk: trzy spiralne, jedną eliptyczną oraz jedną soczewkowatą.

## Galaktyki grupy
| Nazwa     | Typ                | Rektascensja (J2000) | Deklinacja (J2000) | Redshift (km/s) | Wielkość gwiazdowa |
| --------- | ------------------ | -------------------- | ------------------ | --------------- | ------------------ |
| PGC 27509 | E1                 | 09h 38m 53,554s      | -04° 50′ 57″       | 6628 ± 27       | +13,77             |
| PGC 27513 | SA(r:)0- pec       | 09h 38m 55,063s      | -04° 51′ 57,16″    | 6842 ± 27       | +15,02             |
| PGC 27508 | SB(rs)b pec sp HII | 09h 38m 53,61s       | -04° 51′ 36,6″     | 6406 ± 6        | +15,68             |
| PGC 27516 | SB(s)0/a pec HII   | 09h 38m 55,76s       | -04° 50′ 13,5″     | 6492 ± 21       | +15,06             |
| PGC 27515 | SAB(s:)a pec HII?  | 09h 38m 55,439s      | -04° 51′ 30,11″    | 6633 ± 23       | +17,36             |